# Unione Sportiva Cremonese 2009-2010
Questa voce raccoglie le informazioni riguardanti l'Unione Sportiva Cremonese nelle competizioni ufficiali della stagione 2009-2010.

## Stagione
Nella stagione 2009-2010 la Cremonese ha disputato il girone A del campionato di Lega Pro di Prima Divisione, chiudendolo in terza posizione con 61 punti, acquisendo il diritto a disputare i Playoff, vince la doppia semifinale superando l'Arezzo, ma perde la doppia finale contro il Varese, che è stato promosso in Serie B con il Novara, che ha vinto il torneo con 67 punti. La squadra grigiorossa allenata da Roberto Venturato disputa un buon girone di andata, chiuso con 36 punti al secondo posto alle spalle del Novara, il Varese è terzo con 33 punti. Nel girone di ritorno perde terreno nei confronti dei rivali varesini che con 62 punti si piazzano in seconda posizione, e si fanno trovare pronti, nel momento decisivo, quello della finale Play-off, superando la Cremonese in entrambe le gare. Tre i bomber grigiorossi in doppia cifra, il migliore con 14 reti è Riccardo Musetti, mentre hanno firmato 10 reti a testa Massimiliano Guidetti e Massimo Coda. Nella Coppa Italia nazionale la Cremonese nel primo turno ha superato il Chioggia (2-0), nel secondo turno supera (1-2) il Vicenza, poi nel terzo turno viene eliminata (1-0) a Catania. Nella Coppa Italia di Lega Pro la Cremonese entra in scena a ottobre nel primo turno, evitando il girone di qualificazione, avendo disputato la Coppa Italia nazionale, ma perde a Portogruaro (2-4) ai calci di rigore, dopo aver pareggiato (1-1) al termine dei tempi regolamentari.

## Rosa
| N. |                   | Ruolo | Calciatore        |
| -- | ----------------- | ----- | ----------------- |
|    | Italia (bandiera) | P     | Giorgio Bianchi   |
|    | Italia (bandiera) | P     | Marco Paoloni     |
|    | Italia (bandiera) | P     | Luca Vino         |
|    | Italia (bandiera) | D     | Alberto Bianchi   |
|    | Italia (bandiera) | D     | Michele Cremonesi |
|    | Italia (bandiera) | D     | Simone Malacarne  |
|    | Italia (bandiera) | D     | Giovanni Rossi    |
|    | Italia (bandiera) | D     | Simone Sales      |
|    | Italia (bandiera) | D     | Alberto Galuppo   |
|    | Italia (bandiera) | D     | William Viali     |
|    | Italia (bandiera) | C     | Salvatore Burrai  |
|    | Italia (bandiera) | C     | Lorenzo Carotti   |

| N. |                      | Ruolo | Calciatore               |
| -- | -------------------- | ----- | ------------------------ |
|    | Italia (bandiera)    | C     | Giovanni Fietta          |
|    | Italia (bandiera)    | C     | Cris Gilioli             |
|    | Italia (bandiera)    | C     | Marco Gori               |
|    | Italia (bandiera)    | C     | Luca Nizzetto            |
|    | Italia (bandiera)    | C     | Davide Pradolin          |
|    | Italia (bandiera)    | C     | Mario Tacchinardi        |
|    | Argentina (bandiera) | C     | Ricardo Villar Rodriguez |
|    | Italia (bandiera)    | C     | Andrea Zanchetta         |
|    | Italia (bandiera)    | A     | Massimo Coda             |
|    | Italia (bandiera)    | A     | Massimiliano Guidetti    |
|    | Italia (bandiera)    | A     | Riccardo Musetti         |
|    | Italia (bandiera)    | A     | Massimiliano Varricchio  |

## Risultati

### Lega Pro Prima Divisione

#### Girone di andata
| Arbitro: | Gallo (Barcellona Pozzo di Gotto) |

|                          |           |  |
| Musetti 7’ Zanchetta 51’ | Marcatori |  |

| Arbitro: | Bolano (Livorno) |

|            |           |                            |
| Ibekwe 59’ | Marcatori | 15’, 25’ Musetti 53’ Viali |

| Arbitro: | Irrati (Pistoia) |

|                            |           |          |
| Pignalosa 49’ Paulinho 61’ | Marcatori | 59’ Coda |

| Arbitro: | Santonocito (Abbiategrasso) |

|                                      |           |               |
| Nizzetto 3’ Fietta 36’ Zanchetta 39’ | Marcatori | 11’, 34’ Buda |

| Arbitro: | Gambini (Roma) |

|                        |           |                         |
| Castellazzi 27’ (rig.) | Marcatori | 16’ A. Bianchi 88’ Coda |

| Arbitro: | Viti (Campobasso) |

|                                                           |           |              |
| M. Gori 16’ Guidetti 63’, 68’ Musetti 65’ Zanchetta 90+1’ | Marcatori | 45’ Chianese |

| Lumezzane 4 ottobre 2009 7ª giornata | Lumezzane                      | 0 – 0 | Cremonese | Nuovo Stadio Comunale\| Arbitro: \| Corletto (Castelfranco Veneto) \| |
| Arbitro:                             | Corletto (Castelfranco Veneto) |       |           |                                                                       |

| Arbitro: | Baratta (Salerno) |

|              |           |  |
| Guidetti 80’ | Marcatori |  |

| Arbitro: | Palazzino (Ciampino) |

|          |           |  |
| Coda 90’ | Marcatori |  |

| Arbitro: | Merchiori (Ferrara) |

|                                          |           |  |
| Eramo 33’ Samb 45+1’ Iacopino 65’ (rig.) | Marcatori |  |

| Arbitro: | Cafari Panico (Cassino) |

|                                          |           |             |
| Nizzetto 25’ M. Gori 46’ Coda 58’, 90+1’ | Marcatori | 15’ Pacilli |

| Arbitro: | Ostinelli (Como) |

|  |           |              |
|  | Marcatori | 24’ Guidetti |

| Arbitro: | Carbone (Napoli) |

|              |           |             |
| Guidetti 47’ | Marcatori | 26’ Fantini |

| Arbitro: | Di Francesco (Teramo) |

|                                |           |                                      |
| Frediani 13’, 15’ Fioretti 86’ | Marcatori | 4’ Musetti 73’ Guidetti 76’ Nizzetto |

| Arbitro: | Massa (Imperia) |

|  |           |                         |
|  | Marcatori | 59’ Lisuzzo 90’ Bertani |

| Arbitro: | Giacomelli (Trieste) |

|  |           |               |
|  | Marcatori | 63’ Malacarne |

| Arbitro: | Sguizzato (Verona) |

|                                            |           |             |
| Guidetti 40’, 67’ Al. Bianchi 70’ Coda 75’ | Marcatori | 16’ Momenté |

#### Girone di ritorno
| Arbitro: | Viti (Campobasso) |

|           |           |           |
| Fiale 64’ | Marcatori | 74’ Viali |

| Arbitro: | D'Alesio (Forlì) |

|              |           |  |
| Guidetti 15’ | Marcatori |  |

| Cremona 17 gennaio 2010 20ª giornata | Cremonese                    | 0 – 0 | Sorrento | Stadio Giovanni Zini\| Arbitro: \| Manera (Castelfranco Veneto) \| |
| Arbitro:                             | Manera (Castelfranco Veneto) |       |          |                                                                    |

| Arbitro: | Barbeno (Brescia) |

|                        |           |                                |
| Arrigoni 30’ Ciano 77’ | Marcatori | 35’ Al. Bianchi 40’ Varricchio |

| Arbitro: | Ruini (Reggio Emilia) |

|                                         |           |                                      |
| Zanchetta 7’ Nizzetto 24’, 27’ Coda 42’ | Marcatori | 34’ Turchi 69’ Cavagna 82’ Sciaudone |

| Arbitro: | Cafari Panico (Cassino) |

|                        |           |                      |
| Terra 5’ Venitucci 11’ | Marcatori | 58’ Coda 70’ Musetti |

| Arbitro: | Colasanti (Grosseto) |

|              |           |               |
| Guidetti 90’ | Marcatori | 8’ Bradaschia |

| Arbitro: | Bagalini (Fermo) |

|                                                  |           |  |
| Della Rocca 5’ Docente 28’ Bondi 75’ Martini 90’ | Marcatori |  |

| Arbitro: | Giacomelli (Trieste) |

|                |           |                           |
| S. Ferraro 83’ | Marcatori | 30’, 69’ Coda 71’ Musetti |

| Arbitro: | Gambini (Roma) |

|            |           |              |
| Musetti 1’ | Marcatori | 58’ A. Viola |

| Arbitro: | Palazzino (Ciampino) |

|                        |           |                        |
| Melara 14’ F. Ripa 59’ | Marcatori | 8’ Carotti 62’ Musetti |

| Arbitro: | Cervellera (Taranto) |

|             |           |           |
| Musetti 40’ | Marcatori | 90’ Pianu |

| Arbitro: | Gallo (Barcellona Pozzo di Gotto) |

|                         |           |                  |
| G. Motta 63’ Artico 75’ | Marcatori | 25’, 38’ Musetti |

| Arbitro: | Giacomelli (Trieste) |

|                                                                           |           |                 |
| Zanchetta 4’ (rig.) Ricardo Villar 9’ Viali 42’ Cremonesi 70’ Musetti 89’ | Marcatori | 51’ G. Fioretti |

| Arbitro: | Corletto (Castelfranco Veneto) |

|                            |           |                                         |
| Ventola 31’, 56’ Motta 78’ | Marcatori | 53’ Sales 65’ Al. Bianchi 74’ Cremonesi |

| Arbitro: | Barbiero (Vicenza) |

|             |           |  |
| Musetti 57’ | Marcatori |  |

| Arbitro: | Barbeno (Brescia) |

|                                                           |           |                    |
| Neto Pereira 5’ Zecchin 10’ Carrozza 12’, 49’ Momenté 52’ | Marcatori | 27’ Ricardo Villar |

#### Play-off
| Arbitro: | Ruini (Reggio Emilia) |

|  |           |                            |
|  | Marcatori | 3’ Musetti 55’ Al. Bianchi |

| Arbitro: | Giacomelli (Trieste) |

|                    |           |                             |
| Ricardo Villar 13’ | Marcatori | 50’, 73’ (rig.) V. Chianese |

| Arbitro: | Massa (Imperia) |

|                    |           |  |
| M. Tacchinardi 67’ | Marcatori |  |

| Arbitro: | Palazzino (Ciampino) |

|                      |           |  |
| Buzzegoli 81’, 90+2’ | Marcatori |  |

### Coppa Italia

#### Turni preliminari
| Arbitro: | Benassi (Bologna) |

|                          |           |  |
| Guidetti 29’ Musetti 58’ | Marcatori |  |

| Arbitro: | Candussio (Cervignano del Friuli) |

|           |           |                           |
| Botta 39’ | Marcatori | 30’ Nizzetto 90+3’ Fietta |

| Arbitro: | Velotto (Grosseto) |

|                |           |  |
| G. Mascara 45’ | Marcatori |  |

### Coppa Italia Lega Pro
| Arbitro: | Merlino (Udine) |

|                                  |                      |                                            |
| Altinier 32’                     | Marcatori            | 48’ Massimo Coda                           |
| Altinier Puccio Scapuzzi Pondaco | Tiri di rigore 3 – 1 | Galuppo M. Tacchinardi S. Mauri A. Favalli |